# Нурие Дерменджиева
Нурие Дерменджиева е българска столетница, която е най-възрастният жив човек в България от 5 март 2020 г. до 12 януари 2023 г. Тя е и вторият най-възрастен човек, живял някога в България (след Карамфила Стоянова; 1903 – 2014).  Умира на 12 януари 2023 година.

## Биография
Нурие Дерменджиева е родена в Дъбова, Смолянско, на 12 октомври 1912 г. Израства с много сестри и братя в селището Мадан в Дъбово. Омъжва се на 16, като съпругът ѝ е само на 13 по това време. Изчаква мъжът ѝ да навърши 18 години за да роди първото си от общо 6 деца. Отглежда децата си почти сама. Съпругът ѝ Реджеп е 4 години по-млад от нея и умира от силикоза през 1952 г, когато е само на 36 години. По това време семейството ѝ живее в село Рустан, което днес е обезлюдено.
Нурие била здрава до 80-годишна възраст и не постъпвала за дълго в болница. След това тя претърпява три леки инсулта, но за относително дълъг период от време, а не един след друг. Лекарите казват, че това е причината тя да е в добро здраве. Заради заболяването ѝ е отстранена жлъчката, но тази операция не ѝ е повлияла съществено.
На 2 август 2017 г. на 105-годишна възраст Нурие претърпява операция на дясното око. След операцията тя не пожелава да отиде на преглед, но лекарите разбират от близките ѝ, че е добре. За докторите било вълнуващо не само да се докоснат до човек на тази възраст, но и да могат да помогнат „и да направят операцията“, казва д-р Петър Янев, ръководител на оперативния екип. Тя се възстановява успешно.
Нурие става най-възрастният жив човек в България след смъртта на 107-годишния Неделчо Бойков на 5 март 2020 г. По време на преброяването през 2022 г. е официално потвърдено, че тя е най-възрастният човек в България от Бюрото за статистика на населението на България.
Третият ѝ син Асен почива през 2021 г. след много тежко прекаран COVID-19. Дъщерите ѝ: Мюмюне, Емине и Хризантема, са женени в Бяла река, Търън и Смолян. Всяко от децата се грижи за майка си на ротационен принцип, тя никога не е била лишена от грижи. Най-големият ѝ син Рамадан е навършва 80 през май 2022 г., а снаха ѝ на 79. До май 2022 г. Нурие има 14 внуци и 22 правнуци.
Дерменджиева умира на възраст от 110 години и 3 месеца в село Средногорци, област Смолян.